# Adelssitz Trebsau

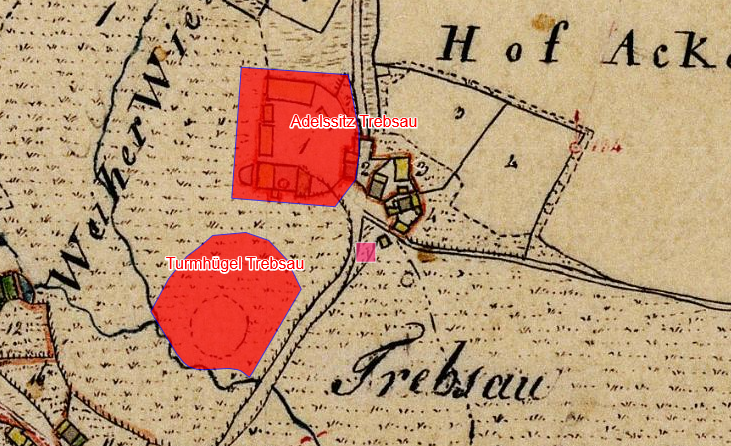
Lageplan von Adelssitz und Turmhügel Trebsau auf dem Urkataster von Bayern

Der abgegangene Adelssitz Trebsau lag in Trebsau, einem Gemeindeteil der oberpfälzischen Gemeinde Bechtsrieth im Landkreis Neustadt an der Waldnaab. „Archäologische Befunde im Bereich des ehem. Landsassengutes Trebsau, spätmittelalterlicher und frühneuzeitlicher Adelssitz“ werden als Bodendenkmal unter der Aktennummer D-3-6339-0039 geführt.

## Geschichte
Terbsau (Tribsaw) ist 1384 erstmals belegt, wobei ein Ulrich der Trebsauer genannt wird. Ab 1394 sind die Steiner im Besitz eines Viertels der Güter von Trebsau, die als Lehen von den Landgrafen von Leuchtenberg stammen. Die Steiner besaßen auch die Hofmark Roggenstein und hatten ihren Stammsitz in Stein. In Trebsau sind belegt: Niklas der Steiner, Otto der Steiner und Hilpolt der Steiner. 1404 kaufte Niklas Steiner von Trebsau von den Leuchtenbergern die Veste Rackenstein, 1419 kam auch der Vordere Sitz Rackenstein an Hiltpold Steiner, der dann von Landgraf Leopold mit diesem Lehen belehnt wurde. 1493 wird Adam Puellenreuther zu Trebsau als Beisitzer im Lehengericht zu Pfreimd genannt. 1531 wird Christoph Pfreimder zu Trebsau und Kulmain als leuchtenbergischer Landsasse genannt. 1559 wurden die Söhne des Christoph Pfreimder, Adam, Wilhelm und Bastian, mit einem Drittel von Trebsau belehnt. 1569 war Sebastian Pfreimder Besitzer des Landgutes. 1626 traten Adam Pfreimder von Pruck, 1647 Veronika Pfreimderin, 1748/49 Johann Sebastian Ernst von Preysling, 1777 Gottfried von Preisling auf. Dieser verkaufte das Landgut 1783 an seinen Sohn Jakob, ihm folgte seine Witwe nach. In der Landsasserei Trebsau bestand ein Patrimonialgericht, d. h. es gehörte auch die niedere Gerichtsbarkeit dazu. Am 19. April 1821 wurde Siegmund von Preysling die Bildung eines Patrimonialgerichts II. Klasse für sein Gut Trebsau genehmigt. Das Gut selbst ist bereits 1799 allodifiziert worden. Nach ihm erwarb sein Sohn Josef von Preysling das Gut.
Trebsau umfasste damals 12 Anwesen und ein Hirtenhaus. Es gehörte damals zum Landgericht (älterer Ordnung) von Neustadt an der Waldnaab. 1821 wurden die Gemeinden Trebsau und Berchtesrieth selbständig, 1854 wurden beide vereinigt. 1848 wurde das Landgericht Weiden gebildet; es setzte sich aus den Gemeinden des Landgerichts (älterer Ordnung) von Neustadt an der Waldnaab und von Vohenstrauß zusammen. Trebsau war zuvor im Landgericht (älterer Ordnung) Vohenstrauß eingegliedert.